# Praça de Toiros de Beja
A Praça de Toiros de Beja foi inaugurada a 9 de Agosto de 1909 na cidade de Beja.
A nova Praça de Toiros de Beja foi construída por iniciativa do lavrador de Beja Rafael António Madeira. A corrida inaugural foi realizada em 9 de Agosto de 1909 e o cartel teve 8 toiros de Joaquim Mendes Núncio para o cavaleiro José Casimiro e o espada espanhol António Burgo "El Malagueño", com pegas a cargo de forcados de Évora comandados por Manuel Barbas. No dia seguinte decorreu nova corrida com toiros de Tomaz Muleto para idêntico cartel.
Em 1927 foi organizada uma corrida de toiros de morte com toiros de Joaquim Mendes Núncio lidados e estoqueados pelo cavaleiro João Branco Núncio e os espadas espanhóis Mariano Rodriguez e Joaquim Gomez.
Entre 1936 e 1938 a Praça de Toiros de Beja esteve encerrada por motivos de mau estado de conservação. Realizadas obras, em 10 de Agosto de 1939 a Praça reabriu com um corrida com toiros de João Torres Vaz Freire para  João Branco Núncio e D. Vasco Jardim, com pegas dos forcados do Vale de Santarém chefiados por Edmundo de Oliveira.
A Praça de Toiros de Beja passou a designar-se Praça de Toiros José Varela Crujo em 1988, em homenagem ao cavaleiro bejense falecido nesse ano, após colhida na Praça de Toiros do Campo Pequeno.
Na Praça de Toiros de Beja realizaram-se as alternativas dos cavaleiros António Brito Paes em 1960, Joaquim Veríssimo em 1986, João Infante e Luís da Cruz em 1988 e Tito Semedo em 1993.

## Praças anteriores
Entre 1876 e 1878 existiu em Beja uma Praça de madeira junto à Porta de Avis.
Já nos primeiros anos do século XX existiu uma Praça de madeira e alvenaria, propriedade do Hospital, encerrada com a inauguração da nova Praça de Toiros.  